# SUSHI POLICE
『SUSHI POLICE』（スシポリス）は、2016年1月から3月までTOKYO MXにて、5分枠で放送された日本の短編テレビアニメ作品。同局の開局20周年記念作品。2015年度のカンヌ国際映画祭のフィルムマーケットにて、The Hollywood Reporter誌が選ぶポスター賞（THE 2015 CANNES POSTER AWARDS）を受賞。同年7月9日より、全13話を編集した劇場版が公開。
2006年に日本の農林水産省が創設しようとした「海外日本食レストラン認証制度」に対して海外のマスコミから「スシポリスが日本からやってくる」とバッシングを受け、結果取りやめになった事件から着想を得た作品である（事件の詳細は日本食ブームを参照）。
2017年4月より、台詞を九州弁に吹き替えたバージョン『SUSHI POLICE めんたい風味』を九州朝日放送にて放送。

## ストーリー
全世界に寿司の大ブームが訪れた近未来。諸外国では日本人が考える寿司像から大きく逸脱した「間違った寿司」が蔓延していた。これを見かねた日本政府は世界各国に呼びかけ、自国の食文化保護と交流促進を掲げた組織「世界食文化保存機関」（World Food-culture Conservation Organization、略称：WFCO）を発足させ、間違った寿司の取り締まりと指導を同機関の第9課、通称「SUSHI POLICE」に委ねた。彼らは寿司文化を守るために世界各国を飛び回り、手荒な方法で取り締まりを行うが、やがて世界の料理人からは「自由な食の楽しみ方を奪う奴ら」として反発を招くようになる。

## キャラクター

### SUSHI POLICE
3人ともメガネをしているのが特徴。ロケット漁船”スシップ”を基地に持つ。衛星醤油レーザー砲で衛星軌道上から対象を消滅させることもできる。
ホンダ
声 - 山下晶
42歳。「SUSHI POLICE」ことWFCO第9課のリーダー。「寿司の声を聞く」ことができる。地上での移動手段は「銀のさら」の宅配スクーター。
スズキ
声 - イフマサカ
30歳。データ分析官。武器の開発も担当する。
カワサキ
声 - 岡本ヒロミツ
”違法寿司取締りロボット”。アンドロイドの捜査官。バズーカやガトリング砲などの重火器を装備しているが、自重が軽い為に発砲する度に吹き飛ばされる。燃料は醤油でよくおもらしをする。口から上がりが出せる。あまりにも厳しいスシポリスの取締りに徐々に疑問を持ち始めてくる。スシポリスがレジスタンスとなった後。プログラムを書き換えられる。記憶を取り戻しスシラを宇宙へ飛ばすが、宇宙空間を漂うことになる。
元々は寿司工場の寿司ロボットをスズキが改造した。その際、身体に流れる醤油にワサビを溶かしココロを生み出した。

### WFCO
カルロス田中
WFCO事務局長に着任したばかりの日系ブラジル人。日本人の父とブラジル人の母を持ち、25歳の時に来日し、寿司職人になるために東京寿司アカデミーに入学。日本の寿司が世界から孤立するように仕向け、寿司のダークサイドに堕ちた。
マダム・フジ
歴代事務局長に仕えてきたWFCO事務局長秘書のメスのネコ。芸者のカツラを着けている。

### その他
サラ
声 - 菊地由美 / 梶野夢子（九州弁版）
SUSHI POLICEと敵対する女性ジャーナリスト。一度は彼らに捕まるが、逃亡に成功する。カルロスの娘であり、寿司のダークサイドに捕らわれた父親を助けようと動いていた。
パスタポリス
セルジオ
ダリオ
ルチオ（ロボット）
イタリアでパスタを守るために作られたポリス。スシポリスよりも規制は緩く旨ければいいと認可を与えている。
他にドイツにはソーセージポリスがいる。
マシュー・ハミルトン
電送装置を使った超高速宅配寿司を行っているSUSHI雷神CEO。本社はロンドン。
スシラ
BAYコーポレーションの寿司ロボ（カワサキ）によって固く握られた寿司（海老）に、自由の女神から発した巨大化光線を照射したことで巨大化し変異した寿司怪獣。記憶を取り戻したカワサキにより衛星醤油レーザー砲にぶつけられ消滅する。

## スタッフ
- プロデューサー - 厨子健介、河原幸治
- キャラクターデザイン - 塗壁、イチノミヤモトヒロ、TOBI TOREBURUYA
- 美術 - オカモト、河村翔太
- サウンド - 稲岡健、高木公知
- 編集 - U2
- 制作 - セディックインターナショナル、KOO-KI
- 製作 - ”SUSHI POLICE” Project Partners（セディックインターナショナル、電通、三共プランニング、TOKYO MX、KOO-KI、東急レクリエーション、アミューズ）

## 主題歌
「I Don’t Understand You」
歌 - OK Go × Perfume
Perfume初の他アーティストとのコラボ曲。

## 各話リスト
| 話数       | サブタイトル                     | 監督              | 脚本                | 寿司雑学                 |
| ---------- | -------------------------------- | ----------------- | ------------------- | ------------------------ |
| episode 1  | スシポリス参上!                  | 木綿達史          | 安藤康太郎          | 江戸前ずし               |
| episode 2  | 誇りを賭けたガサ入れ             | 木綿達史          | 楠野一郎            | シャリ                   |
| episode 3  | メキシコの老シェフ               | 木綿達史          | 楠野一郎 安藤康太郎 | 海苔                     |
| episode 4  | サラへの寿司尋問                 | 木綿達史 中石賢悟 | 楠野一郎            | 湯呑み                   |
| episode 5  | 摘発せよ、超高速宅配寿司         | 木綿達史          | 楠野一郎            | 外売り すし屋台          |
| episode 6  | ルーツをめぐる死闘               | 木綿達史 瀬戸本勉 | 楠野一郎            | 熟れずし                 |
| episode 7  | フリー寿司運動、勃発             | 木綿達史          | 楠野一郎            | ワサビ                   |
| episode 8  | 激突！スシポリス VS パスタポリス | 木綿達史 竹山諒一 | 楠野一郎            | ガリ                     |
| episode 9  | スシポリス包囲網                 | 木綿達史 瀬戸本勉 | 楠野一郎            | ムラサキ 醤油            |
| episode 10 | 黒幕の正体                       | 木綿達史 中石賢悟 | 楠野一郎            | 場外市場 築地市場        |
| episode 11 | 巨大怪獣スシラとの戦い 前編      | 木綿達史          | 楠野一郎            | ヅケ                     |
| episode 12 | 巨大怪獣スシラとの戦い 後編      | 木綿達史          | 楠野一郎            | （醤油の）二度漬け禁止   |
| episode 13 | 新たな看板                       | 木綿達史          | 楠野一郎            | 酢、鮨、寿司 酸し、SUSHI |

## 放送局
| 放送期間               | 放送時間                     | 放送局       | 対象地域 | 備考                                |
| ---------------------- | ---------------------------- | ------------ | -------- | ----------------------------------- |
| 2016年1月7日 - 3月31日 | 木曜 1:00 - 1:05（水曜深夜） | TOKYO MX     | 東京都   | 製作委員会参加 / エムキャス対応番組 |
| 2017年4月16日 -        | 日曜 1:27 - 1:32（土曜深夜） | 九州朝日放送 | 福岡県   | 九州弁吹き替えバージョン            |

| 配信期間        | 配信時間                   | 配信サイト         | 備考                |
| --------------- | -------------------------- | ------------------ | ------------------- |
| 2016年1月6日 -  | 水曜                       | Amazonビデオ       | 有料配信(Prime対象) |
| 2016年1月7日 -  | 木曜 1:00 更新（水曜深夜） | ニコニコチャンネル | 有料配信            |
| 2016年1月28日 - | 木曜 12:00 更新            | dアニメストア      |                     |

## スペシャルムービー
スシポリス109シネマズ特別コンテンツ『お寿司の作法』
2015年12月1日より2016年3月31日まで全国の109シネマズで、全上映作品開始時間前に上映。映像ソフトにも特典映像として収録される。
| 話数 | サブタイトル           | 上映時期   |
| ---- | ---------------------- | ---------- |
| 1    | 間違ったワサビの使い方 | 2015年12月 |
| 2    | 画期的な握りずし       | 2016年1月  |
| 3    | 寿司にはお茶           | 2016年2月  |
| 4    | 寿司VSタコス           | 2016年3月  |

## 映像ソフト
2016年7月20日にアミューズより発売。DVD「SUSHI POLICE 並」（ASBY6007）とBlu-ray「SUSHI POLICE 特上」（ASBD1175）の2種類。